# Gran Premio de Gran Bretaña de Motociclismo de 2015
El Gran Premio de Gran Bretaña de Motociclismo de 2015 (oficialmente Octo British Grand Prix) es la duodécima prueba del Campeonato del Mundo de Motociclismo de 2015. Tuvo lugar en el fin de semana del 28 al 30 de agosto de 2015 en el Circuito de Silverstone, situado entre las localidades de Northamptonshire y Buckinghamshire, Gran Bretaña.
La carrera de MotoGP fue ganada por Valentino Rossi, seguido de Danilo Petrucci y Andrea Dovizioso. Johann Zarco fue el ganador de la prueba de Moto2, por delante de Álex Rins y Esteve Rabat. La carrera de Moto3 fue ganada por Danny Kent, Jakub Kornfeil fue segundo y Niccolò Antonelli tercero.

## Resultados

### Resultados MotoGP
| Pos.    | N.º | Piloto           | Constructor    | Vueltas | Tiempo    | Parrilla | Puntos |
| ------- | --- | ---------------- | -------------- | ------- | --------- | -------- | ------ |
| 1       | 46  | Valentino Rossi  | Yamaha         | 20      | 46:15.617 | 4        | 25     |
| 2       | 9   | Danilo Petrucci  | Ducati         | 20      | +3.010    | 18       | 20     |
| 3       | 4   | Andrea Dovizioso | Ducati         | 20      | +4.117    | 12       | 16     |
| 4       | 99  | Jorge Lorenzo    | Yamaha         | 20      | +5.726    | 2        | 13     |
| 5       | 26  | Dani Pedrosa     | Honda          | 20      | +11.132   | 3        | 11     |
| 6       | 45  | Scott Redding    | Honda          | 20      | +25.467   | 7        | 10     |
| 7       | 38  | Bradley Smith    | Yamaha         | 20      | +26.717   | 6        | 9      |
| 8       | 29  | Andrea Iannone   | Ducati         | 20      | +29.393   | 9        | 8      |
| 9       | 41  | Aleix Espargaró  | Suzuki         | 20      | +38.815   | 10       | 7      |
| 10      | 19  | Álvaro Bautista  | Aprilia        | 20      | +41.712   | 20       | 6      |
| 11      | 25  | Maverick Viñales | Suzuki         | 20      | +44.776   | 13       | 5      |
| 12      | 69  | Nicky Hayden     | Honda          | 20      | +52.489   | 21       | 4      |
| 13      | 8   | Héctor Barberá   | Ducati         | 20      | +1:11.211 | 17       | 3      |
| 14      | 63  | Mike Di Meglio   | Ducati         | 20      | +1:15.292 | 22       | 2      |
| 15      | 15  | Alex de Angelis  | ART            | 20      | +1:17.863 | 25       | 1      |
| 16      | 76  | Loris Baz        | Yamaha Forward | 20      | +1:19.310 | 15       |        |
| 17      | 50  | Eugene Laverty   | Honda          | 20      | +1:19.735 | 19       |        |
| 18      | 71  | Claudio Corti    | Yamaha Forward | 20      | +1:58.086 | 23       |        |
| 19      | 17  | Karel Abraham    | Honda          | 19      | +1 vuelta | 24       |        |
| Ret     | 44  | Pol Espargaró    | Yamaha         | 14      | Caída     | 5        |        |
| Ret     | 93  | Marc Márquez     | Honda          | 12      | Caída     | 1        |        |
| Ret     | 6   | Stefan Bradl     | Aprilia        | 12      | Caída     | 14       |        |
| Ret     | 35  | Cal Crutchlow    | Honda          | 4       | Caída     | 8        |        |
| Ret     | 43  | Jack Miller      | Honda          | 2       | Caída     | 16       |        |
| Ret     | 68  | Yonny Hernández  | Ducati         | 0       | Caída     | 11       |        |
| Fuente: |     |                  |                |         |           |          |        |

### Resultados Moto2
| Pos.    | N.º | Piloto              | Constructor | Vueltas | Tiempo     | Parrilla | Puntos |
| ------- | --- | ------------------- | ----------- | ------- | ---------- | -------- | ------ |
| 1       | 5   | Johann Zarco        | Kalex       | 18      | 42:53.674  | 3        | 25     |
| 2       | 40  | Álex Rins           | Kalex       | 18      | +3.360     | 2        | 20     |
| 3       | 1   | Esteve Rabat        | Kalex       | 18      | +5.527     | 4        | 16     |
| 4       | 73  | Álex Márquez        | Kalex       | 18      | +6.489     | 9        | 13     |
| 5       | 94  | Jonas Folger        | Kalex       | 18      | +8.228     | 7        | 11     |
| 6       | 22  | Sam Lowes           | Speed Up    | 18      | +28.261    | 1        | 10     |
| 7       | 95  | Anthony West        | Speed Up    | 18      | +33.902    | 22       | 9      |
| 8       | 11  | Sandro Cortese      | Kalex       | 18      | +33.939    | 10       | 8      |
| 9       | 12  | Thomas Lüthi        | Kalex       | 18      | +34.889    | 5        | 7      |
| 10      | 88  | Ricard Cardús       | Suter       | 18      | +35.084    | 23       | 6      |
| 11      | 23  | Marcel Schrötter    | Tech 3      | 18      | +38.814    | 18       | 5      |
| 12      | 4   | Randy Krummenacher  | Kalex       | 18      | +39.190    | 14       | 4      |
| 13      | 77  | Dominique Aegerter  | Kalex       | 18      | +47.780    | 11       | 3      |
| 14      | 30  | Takaaki Nakagami    | Kalex       | 18      | +57.103    | 6        | 2      |
| 15      | 49  | Axel Pons           | Kalex       | 18      | +1:00.071  | 13       | 1      |
| 16      | 55  | Hafizh Syahrin      | Kalex       | 18      | +1:02.268  | 12       |        |
| 17      | 39  | Luis Salom          | Kalex       | 18      | +1:04.389  | 17       |        |
| 18      | 60  | Julián Simón        | Speed Up    | 18      | +1:04.806  | 16       |        |
| 19      | 25  | Azlan Shah          | Kalex       | 18      | +1:07.910  | 20       |        |
| 20      | 36  | Mika Kallio         | Kalex       | 18      | +1:08.594  | 19       |        |
| 21      | 2   | Jesko Raffin        | Kalex       | 18      | +1:10.950  | 25       |        |
| 22      | 97  | Xavi Vierge         | Tech 3      | 18      | +1:11.354  | 24       |        |
| 23      | 70  | Robin Mulhauser     | Kalex       | 18      | +1:39.471  | 28       |        |
| 24      | 66  | Florian Alt         | Suter       | 18      | +1:51.325  | 29       |        |
| 25      | 19  | Xavier Siméon       | Kalex       | 17      | +1 vuelta  | 21       |        |
| 26      | 64  | Federico Caricasulo | Kalex       | 17      | +1 vuelta  | 30       |        |
| 27      | 96  | Louis Rossi         | Tech 3      | 16      | +2 vueltas | 26       |        |
| Ret     | 10  | Thitipong Warokorn  | Kalex       | 16      | Caída      | 27       |        |
| Ret     | 7   | Lorenzo Baldassarri | Kalex       | 13      | Caída      | 8        |        |
| Ret     | 3   | Simone Corsi        | Kalex       | 13      | Caída      | 15       |        |
| Ret     | 28  | Bradley Ray         | FTR         | 2       | Caída      | 31       |        |
| Fuente: |     |                     |             |         |            |          |        |

### Resultados Moto3
| Pos.    | N.º | Piloto                 | Constructor | Vueltas | Tiempo    | Parrilla | Puntos |
| ------- | --- | ---------------------- | ----------- | ------- | --------- | -------- | ------ |
| 1       | 52  | Danny Kent             | Honda       | 17      | 44:13.623 | 3        | 25     |
| 2       | 84  | Jakub Kornfeil         | KTM         | 17      | +8.492    | 13       | 20     |
| 3       | 23  | Niccolò Antonelli      | Honda       | 17      | +13.189   | 18       | 16     |
| 4       | 20  | Fabio Quartararo       | Honda       | 17      | +50.018   | 11       | 13     |
| 5       | 11  | Livio Loi              | Honda       | 17      | +51.755   | 28       | 11     |
| 6       | 17  | John McPhee            | Honda       | 17      | +53.726   | 12       | 10     |
| 7       | 58  | Juan Francisco Guevara | Mahindra    | 17      | +1:01.086 | 19       | 9      |
| 8       | 48  | Lorenzo Dalla Porta    | Husqvarna   | 17      | +1:06.158 | 27       | 8      |
| 9       | 7   | Efrén Vázquez          | Honda       | 17      | +1:08.634 | 4        | 7      |
| 10      | 24  | Tatsuki Suzuki         | Mahindra    | 17      | +1:13.589 | 33       | 6      |
| 11      | 10  | Alexis Masbou          | Honda       | 17      | +1:18.961 | 6        | 5      |
| 12      | 5   | Romano Fenati          | KTM         | 17      | +1:27.462 | 8        | 4      |
| 13      | 44  | Miguel Oliveira        | KTM         | 17      | +1:31.210 | 9        | 3      |
| 14      | 63  | Zulfahmi Khairuddin    | KTM         | 17      | +1:37.523 | 29       | 2      |
| 15      | 16  | Andrea Migno           | KTM         | 17      | +1:38.004 | 17       | 1      |
| 16      | 65  | Philipp Öttl           | KTM         | 17      | +1:40.376 | 24       |        |
| 17      | 2   | Remy Gardner           | Mahindra    | 17      | +1:50.488 | 22       |        |
| 18      | 26  | Luke Hedger            | Kalex KTM   | 17      | +2:30.582 | 36       |        |
| 19      | 66  | Taz Taylor             | KTM         | 16      | +1 vuelta | 35       |        |
| 20      | 76  | Hiroki Ono             | Honda       | 16      | +1 vuelta | 31       |        |
| Ret     | 21  | Francesco Bagnaia      | Mahindra    | 15      | Caída     | 15       |        |
| Ret     | 33  | Enea Bastianini        | Honda       | 15      | Caída     | 7        |        |
| Ret     | 29  | Stefano Manzi          | Mahindra    | 15      | Caída     | 26       |        |
| Ret     | 55  | Andrea Locatelli       | Honda       | 14      | Caída     | 20       |        |
| Ret     | 40  | Darryn Binder          | Mahindra    | 14      | Caída     | 25       |        |
| Ret     | 19  | Alessandro Tonucci     | Mahindra    | 12      | Caída     | 30       |        |
| Ret     | 88  | Jorge Martín           | Mahindra    | 10      | Caída     | 16       |        |
| Ret     | 95  | Jules Danilo           | Honda       | 8       | Caída     | 23       |        |
| Ret     | 41  | Brad Binder            | KTM         | 8       | Caída     | 10       |        |
| Ret     | 98  | Karel Hanika           | KTM         | 6       | Caída     | 2        |        |
| Ret     | 32  | Isaac Viñales          | KTM         | 6       | Caída     | 5        |        |
| Ret     | 6   | María Herrera          | Husqvarna   | 6       | Frenos    | 14       |        |
| Ret     | 22  | Ana Carrasco           | KTM         | 6       | Caída     | 34       |        |
| Ret     | 12  | Matteo Ferrari         | Mahindra    | 1       | Frenos    | 32       |        |
| Ret     | 9   | Jorge Navarro          | Honda       | 0       | Caída     | 1        |        |
| Ret     | 91  | Gabriel Rodrigo        | KTM         | 0       | Caída     | 21       |        |
| Fuente: |     |                        |             |         |           |          |        |